# Oblężenie Nary
Oblężenie Nary (jap. 南都焼討 Nanto-yakiuchi; dosł. podpalenie Nary) – bitwa wojny Gempei stoczona w 1180 roku. W bitwie tej zwyciężyła armia rodu Taira dowodzona przez Tomomoriego i Shigehirę Tairów, paląc większość Nary, w tym świątynie Mii-dera, Kōfuku-ji i Tōdai-ji.
Planując rebelię przeciwko Tairom pod wodzą Kiyomoriego, książę Mochihito i Minamotowie zwrócili się o pomoc do mnichów-wojowników (sōhei) z klasztorów wokół Nary. Mii-dera, Kōfuku-ji i Tōdai-ji odpowiedziały pozytywnie, ale Enryaku-ji opowiedziało się za Tairami. Gdy nie doszło do planowanego, zaskakującego nocnego atak niewielkich sił Mochihito na kwaterę główną Tairów, książę, Yorimasa Moritomo schronili się w klasztorze Mii-dera, a następnie usiłowali przedostać się na południe, by dołączyć do gromadzącej się Narze armii niemal 7000 uzbrojonych mnichów. Wraz z niewielką grupką mnichów z Mii-dery zostali przechwyceni przez przeważające siły Tairów nad Uji, gdzie po zaciętej obronie wszyscy zginęli.
W odwecie za wsparcie Minamotów, Kiyomori Taira pozwolił swoim samurajom zniszczyć Mii-derę. Do pozostałych klasztorów wysłał wszakże dość niewielki oddział 500 żołnierzy z nakazem użycia minimalnej siły. Poselstwo zostało jednak zaatakowane przez mnichów, którzy zabili 60 samurajów, a ich głowy zatknęli przed bramą Kōfuku-ji. Wówczas Kiyomori rozkazał swemu synowi Shigehirze spacyfikować miasto i klasztory. Armia Tairów spaliła większość miasta i wielkie świątynie, zginęło ponad 3500 mnichów, ponad tysiąc głów zostało zatkniętych wokół miasta lub odesłanych do stolicy. Jedynym wielkim klasztorem, który ocalał pozostał Enryaku-ji. Odwet Tairów okazał się na tyle odstraszający, że gdy w 1183 Yoshinaka Minamoto schronił się w klasztorze, mnisi udzielili mu chwilowego azylu, ale zachowali neutralność wobec walczących stron.